# Diodogorgia crustata
Diodogorgia crustata är en korallart som först beskrevs av Edward Hargitt 1901.  Diodogorgia crustata ingår i släktet Diodogorgia och familjen Anthothelidae. Inga underarter finns listade i Catalogue of Life.